# Malagiella
Malagiella is een geslacht van spinnen binnen de familie van de dwergcelspinnen (Oonopidae). De wetenschappelijke naam van het geslacht werd voor het eerst geldig gepubliceerd in 2011 door Ubick & Griswold.
De soorten binnen het geslacht zijn endemisch in Madagaskar. 

## Soorten
Het geslacht telt 10 soorten:
- Malagiella ambalavo Ubick & Griswold, 2011
- Malagiella andringitra Ubick & Griswold, 2011
- Malagiella fisheri Ubick & Griswold, 2011
- Malagiella goodmani Ubick & Griswold, 2011
- Malagiella nikina Ubick & Griswold, 2011
- Malagiella ranavalona Ubick & Griswold, 2011
- Malagiella ranomafana Ubick & Griswold, 2011
- Malagiella toliara Ubick & Griswold, 2011
- Malagiella valterova Ubick & Griswold, 2011
- Malagiella vohiparara Ubick & Griswold, 2011